# 前田利常
前田利常（日语：／ Maeda Toshitsune，1594年1月16日—1658年11月7日），安土桃山時代到江戶時代初期的大名，加賀藩第二代藩主。前田利家的四子，加賀藩初代藩主前田利長的弟弟與養子，母親是利家的側室壽福院於千世之方（侍女千代），正室是德川幕府二代將軍德川秀忠的次女德川珠姬。初名利光，乳名是猿千代、犬千代。

## 生涯

### 幼年
猿千代年幼的時候，是由越中國守山城城主前田長種撫養長大的。慶長四年（1599年），父親利家去世，享年六十歲。翌年的慶長五年（1600年），關原之戰前夕，有人盛傳說加賀藩想造反且奪取德川家的天下，藩主前田利長為了保住前田家，讓猿千代成為丹羽長重的人質。同一年，為了換取利長的母親芳春院阿松（利家的正室）的幕府人質德川珠姬來到加賀。隔年的慶長六年（1601年），猿千代元服，正式改名為利常，同年，才八歲的利常娶才兩歲的珠姬為正室，兩人後來生下三子五女。

### 繼承藩主
關原會戰後的慶長十年（1605年），一直沒有男嗣的兄長利長收利常為養嗣子（利長有一女滿姬），不久之後，利常繼任成為第三代藩主。在利常之前，還有兩位兄長，分別是前田利政（正室芳春院所生）和前田利好（側室金晴院所生）。但由於利政在關原會戰時屬於西軍，因此在東軍獲勝後，便被流放（這其實是為了讓前田家存活下去的計謀）。利好則是因為繼承了七尾城城主。在利常繼任藩主後，利長便隱居。
慶長十八年（1613年），和正室珠姬生下長女龜鶴姬（異說為隔年的慶長十九年）。而後，慶長十九年（1614年）和元和元年（1615年）的大坂之戰也有出征。元和八年（1622年）時，正室珠姬在生下五女夏姬不久後去世，享年二十三歲。寬永十六年（1639年）時，四十六歲的利常將藩主之位讓給二十四歲的長子前田光高後隱居。利常在藩主在任期間，進行治水和農業行政事業（十村制，改作法）等。

### 隱居後
在光高在任期間，利常和珠姬所生的次子前田利次封越中國富山藩十萬石，三男前田利治封加賀國大聖寺藩七萬石。寬永二十年（1643年），光高和正室大姬（德川家光養女，德川賴房長女）生下嫡長子犬千代，即日後的前田綱紀。正保二年（1645年）光高去世，享年三十歲。由於繼任的第四代藩主犬千代才兩歲，因此隱居多時的利常出面輔佐犬千代，並且處理藩政。承應三年（1654年），十一歲的犬千代元服，改名為綱利（後來又後改為綱紀）。
萬治元年（1658年），利常逝世，享年六十五歲。
前田家的領地（一百二十萬石）僅次於德川幕府，因此幕府對於前田家一直有著警戒之心。利常曾經故意將鼻毛留長，又在殿中將自己的陰莖示眾，讓別人認為自己是笨蛋。而這個故事是十分的有名的。
- 法名：微妙院殿一峰克巖大居士
- 墓地：石川縣金澤市野田町的野田山墓地

## 官職位階履歷
※日期=舊曆
- 慶長六年（1601年）五月十一日，元服，改名為利常。任從四位下侍從兼築前守。德川幕府初代將軍德川家康授予苗字松平。
- 慶長十年（1605年）六月二十八日，成為藩主。
- 慶長十九（1614年）九月，轉任右近衛權少將。築前守如元。
- 元和元年（1615年）閏六月十九日，參議補任。月日不詳，參議辭職。
- 寬永三年（1626年）八月十九日，任從三位權中納言升（同日，常陸國水戶藩主德川賴房，薩摩國鹿兒島藩主島津忠恆（島津家久），陸奧國仙台藩主伊達政宗也任同樣的官職）。
- 寬永六年（1629年）四月十三日，遷任肥前守。
- 寬永（1639年）六月二十日，隱居。
- 明治42年（1909年）九月十一日，贈從二位。

## 家族
- 父：前田利家
- 母：壽福院

### 妻妾
- 正室：德川珠姬（徳川秀忠的女兒）
- 側室：栗（家臣長連龍的女兒）
- 側室：古和（家臣鈴木權佐的女兒）
- 側室：京極方（大納言園基音的女兒）
- 側室：五条局
- 側室：寺尾氏

### 子女
七子十一女
- 長女：龜鶴姬（1613年－1630年）津山藩主森忠廣室，早逝，法名浩妙院
- 長子：光高（1615年－1645年）第四代藩主
- 次女：媛姬（1616年－1617年）早逝
- 次子：利次（1617年－1674年）富山藩初代藩主
- 三子：利治（1618年－1660年）大聖寺藩初代藩主
- 三女：滿姬（1619年－1698年）廣島藩主淺野光晟室，法名自昌院
- 四女：富姬（1621年－1662年）八條宮智忠親王妃，法名真照院
- 五女：夏姬（1622年－1623年）蓮台院
- 六女：春姬（1631年－1650年）本多政長室，早逝，法名自清院
- 五子：利明（1637年－1692年）大聖寺藩二代藩主
- 六子：早夭，法名玄松童子
- 七女：松姬（1648年－1666年）高田藩主久松松平定重室　陽春院
- 八女：龍姬（1650年－1654年）又名辰姬，早逝，法名溪智清童女
- 七子：鶴松（？－1647年？1650年？）
- 九女：熊姬（1652年－1715年）又名久萬姬，會津藩主保科正經室，仙溪院